# Boris Lisunov
Boris Pavlovici Lisunov (numele original: în rusă Борис Павлович Лисунов, transliterat: Boris Pavlovici Lisunov, n. 1898 – d. 1946) a fost un constructor de avioane sovietic.
Lisunov s-a remarcat prin excelenta muncă organizatorică în anul 1938, a echipei de transformare a avionului Douglas DC-3 în mostra sub licență PS-84 (în rusă Пассажирский самолёт, transliterat: passajirski samoliot = avion de pasageri), care din 1942 a fost denumit Lisunov Li-2, iar ulterior a coordonat executarea în serie al acestuia. Pentru aceasta Lisunov a plecat în 1936 la fabrica Douglas din Santa Monica/California unde a stat mai mult de un an să studieze procesul tehnologic al fabricării avionului.
O parte importantă a muncii a constat în transformarea desenelor de execuție din țoli în sistemul metric. Aceasta a rezolvat-o împreună cu Vladimir Mihailovici Measițev,  care în perioada 1938-1940 a fost de asemenea victima valului de epurare stalinistă din URSS, lucrând mai departe în uzină sub stare de arest.
1. 1 2  Pameat naroda
2. ↑  Pameat naroda
3. ↑  Pameat naroda
4. ↑  Pameat naroda
5. ↑  Pameat naroda
6. ↑  Pameat naroda